# Artroskop
Artroskop – to urządzenie medyczne, będące odmianą endoskopu, służące do wziernikowania stawu, podczas procedury diagnostycznej zwanej artroskopią.
Artroskop ma kształt cienkiej, sztywnej rury, która zostaje wprowadzana do jamy stawu, po uprzednim nacięciu skóry. Sam przewód zbudowany jest ze światłowodu, który z jednej strony jest źródłem światła, a drugiej służy do przekazywania obrazu z wnętrza stawu i jest nazywany optyką artroskopu. Obraz jest następnie rzutowany na kolorowy monitor, który cechuje się dużą rozdzielczością. Układy optyczne umożliwiają obserwację stawu na wprost (optyka 0° lub pod kątem – tak zwana optyka kątowa, liczba stopni określa możliwości urządzenia do bocznej obserwacji, w stosunku do osi długiej urządzenia). Artroskop zawiera także specjalną kaniulę, która umożliwia dostawowe podanie płynu oraz późniejsze jego odessanie. Obecnie stosowane artroskopy umożliwiają nie tylko wizualizację wnętrza stawu, ale także przeprowadzenie zabiegów wewnątrzstawowych, do czego konieczny jest będący na wyposażeniu chirurgiczny nóż elektryczny oraz różne trokary.
Pierwsze artroskopy zostały zbudowane w latach trzydziestych XX w, jednakże dopiero w latach sześćdziesiątych, japoński lekarz Masaki Watanabe skonstruował współczesną wersję artroskopu. Konstrukcja pierwszego artroskopu oparta była na budowie cystoskopu.
Typowy artroskop ma średnicę 4 milimetrów i długość kilkunastu do kilkudziesięciu centymetrów.